# Lawrence Durrell

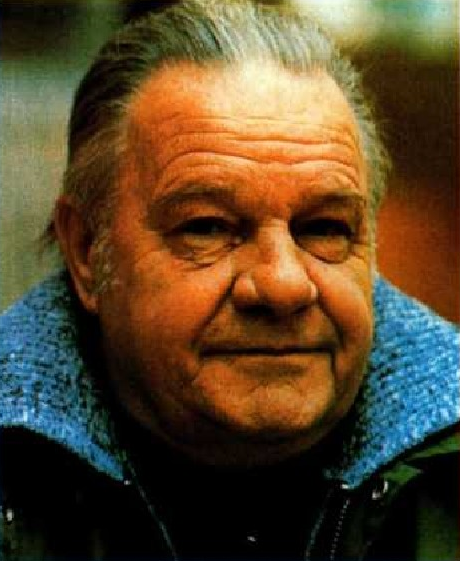
Lawrence Durrell

Lawrence Durrell (Jalandhar, 27 febbraio 1912 – Sommières, 7 novembre 1990) è stato uno scrittore e poeta britannico.

## Biografia
Lawrence George Durrell era fratello di Gerald Durrell, venne educato in Inghilterra, trascorse gli anni della seconda guerra mondiale nel Medio Oriente come addetto al servizio informazioni britannico e, in seguito, a Belgrado e a Cipro, nel villaggio di Bellapais.
Frutto di queste esperienze sono: Il libro nero (1938), lodato da Thomas Stearns Eliot per la sua originalità, La cella di Prospero (1945), Riflessioni su una Venere marina (1953), Gli amari limoni di Cipro (1957, vincitore del Duff Cooper Prize), dove l'autore alterna ricordi personali agli eventi di tensione presenti a Cipro nel secondo dopoguerra, e la sua opera maggiore, una serie di romanzi detta «Il Quartetto di Alessandria», composto da quattro romanzi (Justine, 1957; Balthazar, 1958; Mountolive, 1958; Clea, 1960) ambientati in Egitto, dove ha raccontato la stessa storia d'amore, di politica e di perversione, da quattro punti di vista diversi, per dimostrare che non solo la verità è relativa, ma la stessa personalità umana è inafferrabile ed esiste solo in funzione dell'osservatore.
L'autore ha indagato sia la vita amorosa dell'uomo contemporaneo in funzione del motivo antipuritano ricorrente nelle sue opere, sia la modalità di formazione della personalità degli artisti.
La tetralogia alessandrina ha portato un'innovazione tecnica ai limiti del virtuosismo, catturando il lettore in un'atmosfera sensuale e crudele sullo sfondo di una società in disfacimento.
Inferiori le prove narrative Tunc (1968) e Nunquam (1970).
Tra le altre opere, Monsieur, o Il principe delle tenebre (Monsieur, or the Prince of Darkness; 1974, vincitore del James Tait Black Memorial Prize), Carosello siciliano (Sicilian carousel, 1977), Le isole greche (The Greek islands, 1978) Constance: pratiche solitarie (Constance, 1982).
Raffinata cultura e vivida concretezza espressiva si trovano nei suoi versi (Poesie, Collected poems, 1968), che furono anche le opere che lo resero noto intorno agli anni quaranta, e tra i quali si annoverarono: Paese privato (1943) e Apparenza di presunzione (1948).
Del 1988 è la pubblicazione degli scambi epistolari con l'amico Henry Miller, I fuorilegge della parola. Lettere 1935-1980 (The Durrell-Miller letters 1935-1980). Nel 1992 è uscita in Italia l'autobiografia La grotta di Prospero.

## Opere

### Romanzi
- 1935 -  Pied Piper of Lovers
- 1937 -  Panic Spring
- 1938 -  Il libro nero (The Black Book), Feltrinelli, 1963
- 1947 -  Il labirinto oscuro (Cefalu), (ripubblicato in The Dark Labyrinth, 1958) - Mursia 1967
- 1957 -  Aquile bianche sulla Serbia (White Eagles Over Serbia), Mursia, 1969
- 1968 -  Tunc, Feltrinelli, 1969
- 1971 -  Nunquam, Feltrinelli

#### Il Quartetto di Alessandria(The Alexandria Quartet)
- - 1957 - Justine
    - trad. di Liana Marcellari Johnson, Prefazione di Elémire Zolla, Collana La ginestra n.35, Milano, Longanesi, 1959; Collana I Libri Pocket n.30, Longanesi, 1966.
    - trad. di Silvano Sabbadini, Collana Nuovi Coralli n.342, Torino, Einaudi, 1982-1997, ISBN 978-88-065-5103-2; Collana L'Arcipelago, Einaudi, 2003, ISBN 978-88-061-6613-7; Prefazione di Giorgio Montefoschi, Collana Letture n.41, Einaudi, 2012, ISBN 978-88-062-1190-5.

  - 1958 - Balthazar
    - trad. di Liana Marcellari Johnson, Collana La ginestra n.36, Milano, Longanesi, 1959; Collana I Super Pocket n.149, Longanesi, 1968.
    - trad. di Giuseppe Sertoli, Collana Nuovi Coralli, Torino, Einaudi, 1983; Collana L'Arcipelago n.29, Einaudi, 2003, ISBN 978-88-061-6614-4; Prefazione di G. Sertoli, Collana Letture, Einaudi, 2016, ISBN 978-88-062-1214-8.

  - 1958 - Mountolive, trad. di Bruno Tasso, Milano, Collana I Narratori n.2, Milano, Feltrinelli, 1960; Collana I Libri Pocket, Milano, Longanesi, 1973; Collana Nuovi Coralli n.347, Torino, Einaudi, 1983-1997, ISBN 978-88-065-5129-2; Collana L'Arcipelago n.30, Einaudi, 2003, ISBN 978-88-061-6615-1; Prefazione di Matteo Nucci, Collana Letture n.82, Einaudi, 2019, ISBN 978-88-062-1213-1.
  - 1960 - Clea, trad. di Fausta Cialente, Collana I Narratori n.20, Milano, Feltrinelli, 1962; Collana I Libri Pocket n.389, Milano, Longanesi, 1973; Collana Nuovi Coralli, Torino, Einaudi, 1983, ISBN 978-88-065-5137-7; Collana L'Arcipelago n.31, Einaudi, 2003, ISBN 978-88-061-6616-8; Prefazione di Filippo Bologna, Collana Letture, Einaudi, 2023, ISBN 978-88-062-1215-5.

#### Il Quintetto di Avignone(The Avignon Quintet)
- - 1974 -  Monsieur (Monsieur: or, The Prince of Darkness), trad. di L. Fontana, Collana Scritture, Milano, Il Saggiatore, 1999, ISBN 978-88-428-0403-1.
  - 1978 -  Livia (Livia: or, Buried Alive), trad. di D. Vezzoli, Collana Scritture, Milano, Il Saggiatore, 2001, ISBN 978-88-428-0404-8.
  - 1982 -  Constance: or, Solitary Practices
  - 1983 -  Sebastian: or, Ruling Passions
  - 1985 -  Quinx: or, The Ripper's Tale

### Libri di viaggio
- 1945 -  La grotta di Prospero: una guida al paesaggio e ai costumi dell'isola di Corfù (Prospero's Cell: A guide to the landscape and manners of the island of Corcyra), Giunti, 1992
- 1953 -  Riflessi di una venere marina: una guida al paesaggio di Rodi (Reflections on a Marine Venus), Giunti, 1993
- 1957 -  Gli amari limoni di Cipro (Bitter Lemons), Giunti, 1994
- 1975 -  Blue Thirst
- 1977 -  Carosello siciliano (Sicilian Carousel), Sellerio, 1985
- 1978 -  The Greek Islands
- 1990 -  Caesar's Vast Ghost

### Humour
- 1957 -  La puzza al naso: esperienze di uno scrittore al servizio del Foreign Office (Esprit de Corps, Sketches from Diplomatic Life), Feltrinelli, 1962
- 1958 -  Stiff Upper Lip
- 1966 -  Sauve Qui Peut
- 1985 -  Le avventure di Antrobus (Antrobus Complete), Fazi, 2000

### Epistolari e saggi
- 1952 -  A Key to Modern British Poetry
- 1962 -  Lawrence Durrell and Henry Miller: A Private Correspondence, a cura di George Wickes
- 1969 -  Spirit of Place: Letters and Essays on Travel, a cura di Alan G. Thomas
- 1981 -  Literary Lifelines: The Richard Aldington—Lawrence Durrell Correspondence, a cura di Ian S. MacNiven e Harry T. Moore
- 1982 -  Un sorriso nell'occhio della mente (A Smile in the Mind's Eye), Fazi, 1998
- 1988 -  I fuorilegge della parola. Lettere 1935-1980 (The Durrell-Miller Letters: 1935–80), Milano, Archinto, aprile 1991, pp.432.
- 1988 -  Letters to Jean Fanchette (1988), a cura di Jean Fanchette

### Poesia
- 1931 -  Quaint Fragments
- 1932 -  Ten Poems
- 1934 -  Transition: Poems
- 1943 -  A Private Country
- 1946 -  Cities, Plains and People
- 1948 -  On Seeming to Presume
- 1964 -  Selected Poems: 1953–1963, a cura di Alan Ross
- 1966 -  The Ikons
- 1972 -  The Suchness of the Old Boy
- 1980 -  Collected Poems: 1931–1974 (1980), a cura di James A. Brigham
- 2006 -  Selected Poems of Lawrence Durrell , a cura di Peter Porter

### Teatro
- 1933 -  Bromo Bombastes
- 1950 -  Saffo (Sappho: A Play in Verse) - SE, 1988
- 1963 -  An Irish Faustus: A Morality in Nine Scenes
- 1964 -  Acte